# Aprica
Aprica ist eine Gemeinde in der Provinz Sondrio in Italien.

## Lage und Einwohner
Die Gemeinde Aprica liegt 31 Straßenkilometer östlich von der Provinzhauptstadt Sondrio am Passo dell’Aprica. Die 1468 Einwohner (Stand 31. Dezember 2023) zählende Gemeinde liegt an der Staatsstraße 39 (Strada Statale 39 del Passo di Aprica), die einst noch unter österreichischer Herrschaft gebaut wurde, bevor die Lombardei zu Italien kam. 
Die Nachbargemeinden sind Corteno Golgi (BS), Teglio und Villa di Tirano.

## Geschichte
Zu österreichischer Zeit (1814–1859) war Aprica noch eine Untergemeinde von Teglio.

## Flugunfall
Am Sonntag, 18. Februar 2024 verlor ein Hubschrauber mit Außenlast beim Überfliegen einer Schipiste eine schlanke Druckgasflasche mit geschätzt 10 Liter Volumen. Der Fall der Flasche, ihr Aufprallen unter Aufstieben von Schnee und ihr Hinunterrodeln über einen Hang der Piste wurde gefilmt. Schifahrer warnten einander durch Schreie, niemand kam zu Schaden.

## Gemeindepartnerschaften
- Legnano, Italien
- Borgo Val di Taro, Italien

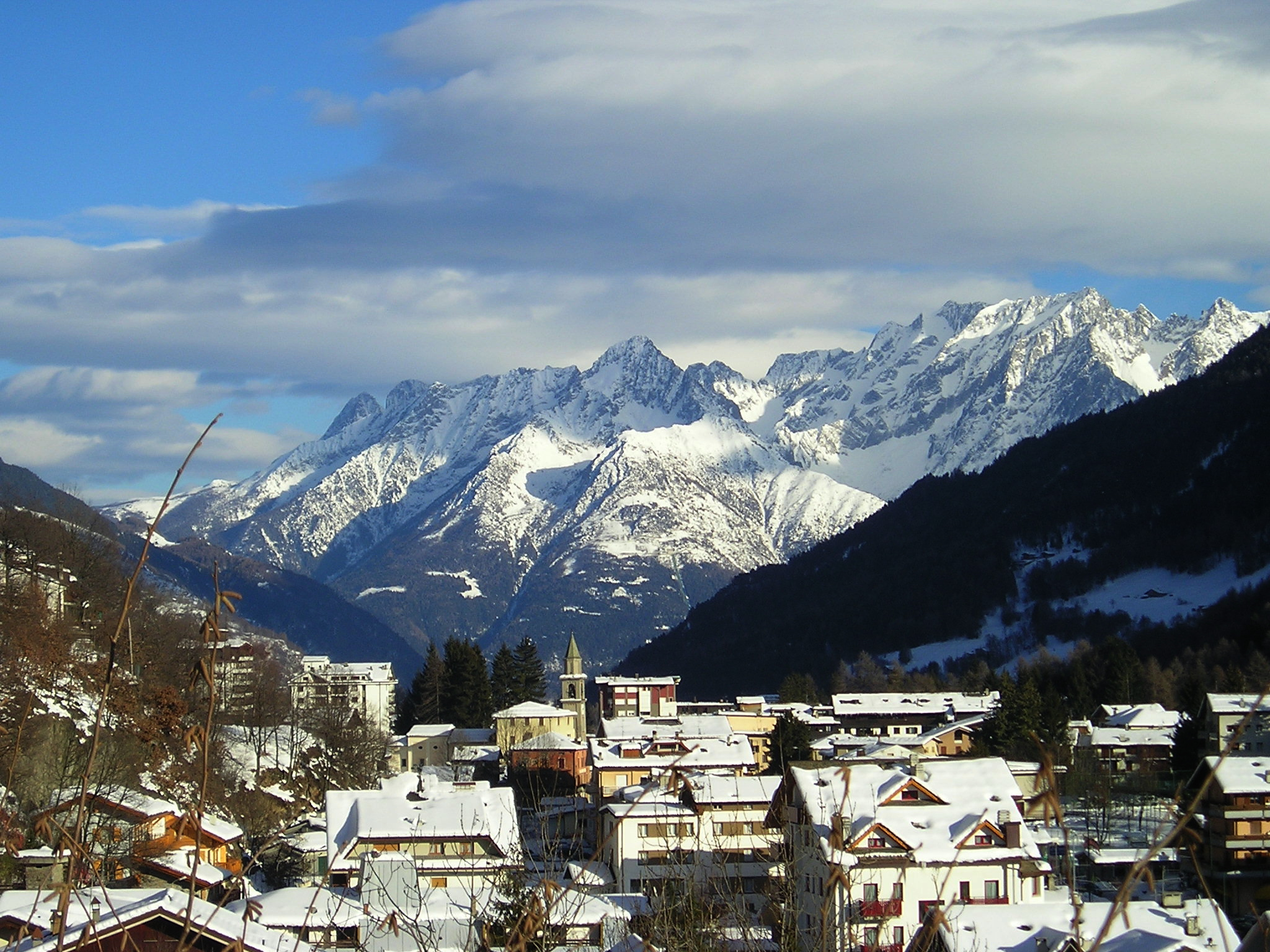
Aprica und Adamello
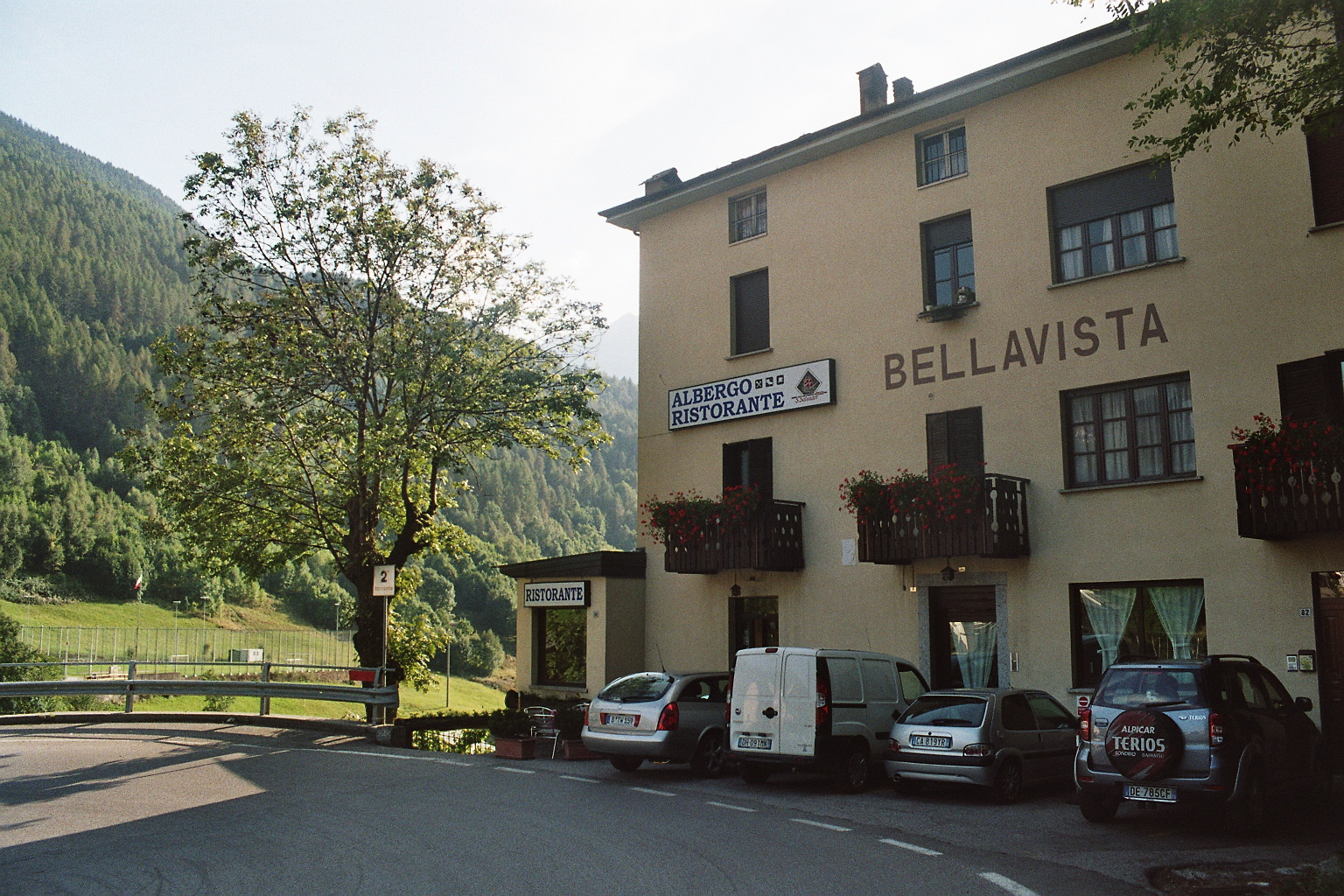
Altes Ristorante – Albergo "Bellavista" an der Passstraße.
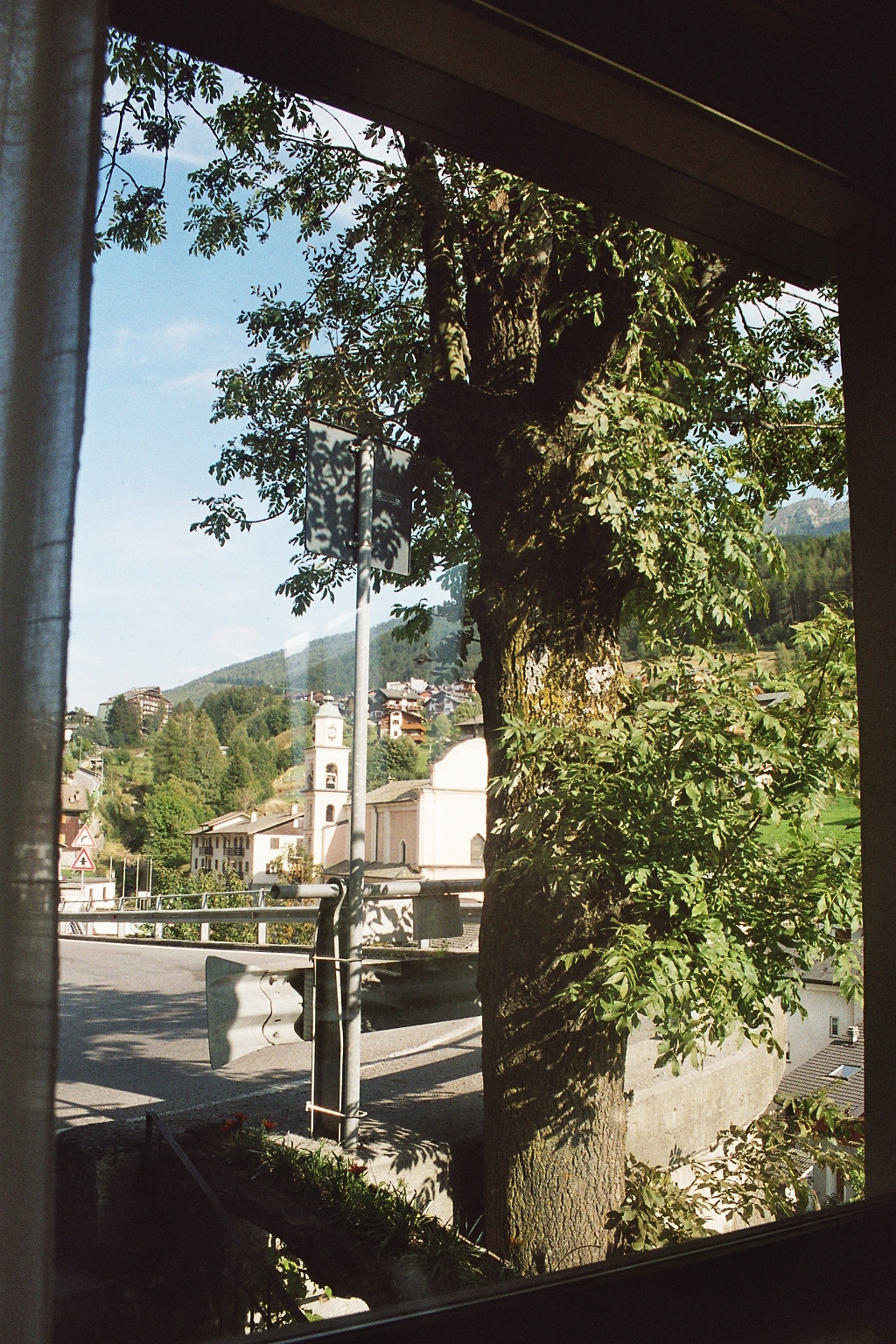
Blick auf Aprica
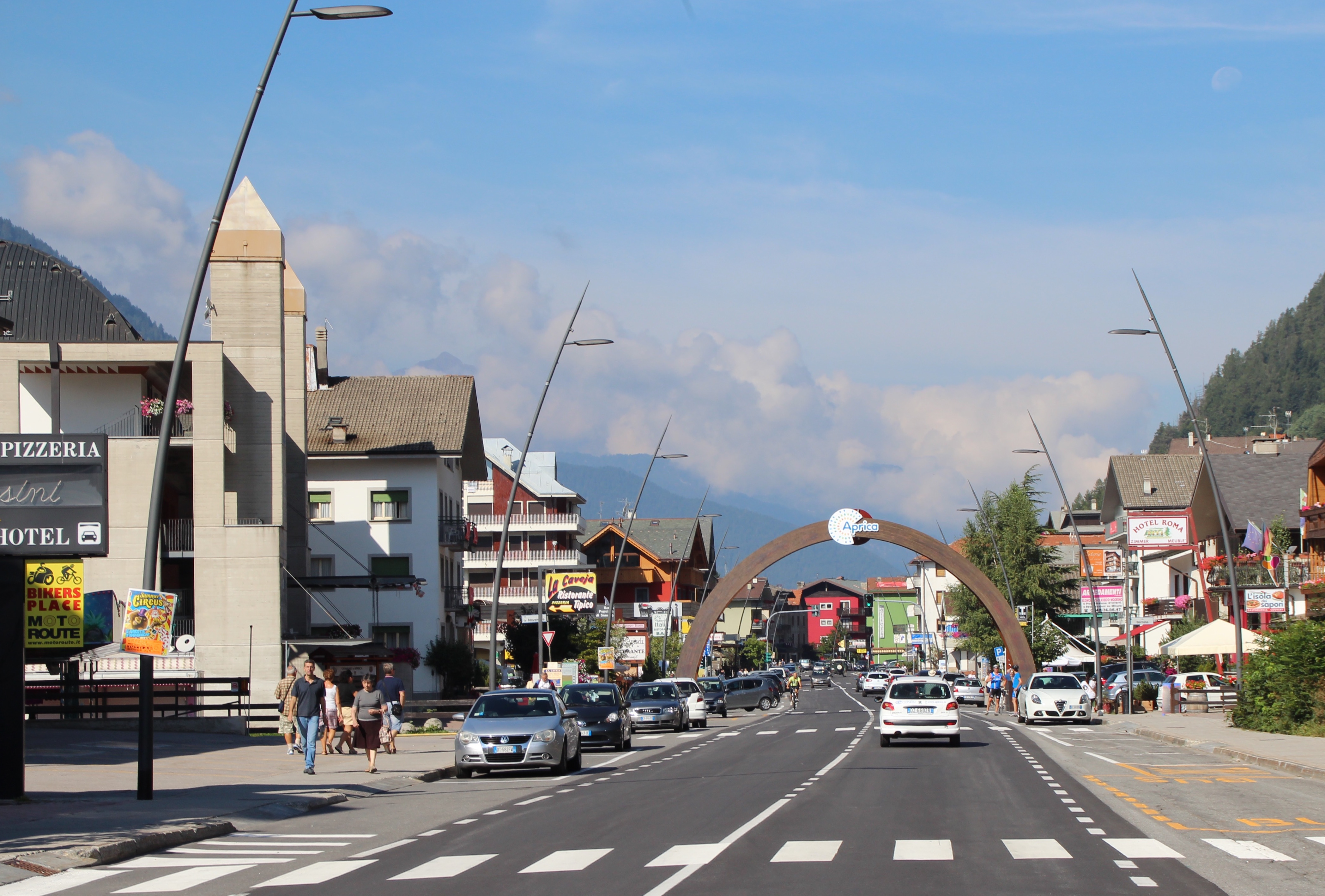
Aprica nach Westen